# Fotogrammi d'argento al miglior attore cinematografico
I Fotogrammi d'argento al miglior attore cinematografico (Fotogramas de Plata al mejor actor de cine) è un premio annuale assegnato dalla rivista spagnola Fotogramas.

## Albo d'oro

### Anni 1980
- 1983: José Sacristán - L'alveare (La colmena)
- 1984: Francisco Rabal - Truhanes
- 1985: Francisco Rabal - Epílogo, Sal gorda, I santi innocenti (Los santos inocentes) e I trampoli (Los zancos)
- 1986: Antonio Banderas - Caso cerrado, La corte de Faraón e Réquiem por un campesino español
- 1987: Fernando Fernán Gómez - Delirio d'amore, Mambrú se fue a la guerra, La metà del cielo (La mitad del cielo) e Il viaggio in nessun luogo (El viaje a ninguna parte)
- 1988: Imanol Arias - Divine parole (Divinas palabras) e El lute, o cammina o schiatta (El Lute: camina o revienta)
- 1989: Antonio Banderas - Intrighi e piaceri a Baton Rouge (Baton Rouge), Así como habían sido, Donne sull'orlo di una crisi di nervi (Mujeres al borde de un ataque de nervios)  e El placer de matar

### Anni 1990
- 1990: Jorge Sanz - Se ti dico che sono caduto (Si te dicen que caí)
- 1991: Antonio Banderas - Légami! (¡Átame!), La blanca paloma e Il vento del desiderio (Contra el viento)
- 1992: Fernando Guillén - Don Giovanni negli inferni (Don Juan en los infiernos), Martes de Carnaval e ¿Qué te juegas, Mari Pili?
- 1993: Jorge Sanz - Orquesta Club Virginia e Belle Époque
- 1994: Javier Bardem - Uova d'oro (Huevos de oro)
- 1995: Carmelo Gómez - Canción de cuna, Il detective e la morte (El detective y la muerte) e Días contados
- 1996: Javier Bardem - Boca a boca
- 1997: Carmelo Gómez - Il cane dell'ortolano (El perro del hortelano), Tierra e Tu nombre envenena mis sueños
- 1998: Javier Bardem - Carne trémula e Perdita Durango
- 1999: Antonio Resines - Entre todas las mujeres, La niña dei tuoi sogni (La niña de tus ojos) e Una pareja perfecta

### Anni 2000
- 2000: Francisco Rabal - En dag til i solen e Goya (Goya en Burdeos)
- 2001: Javier Bardem - Seconda pelle (Segunda piel)[1]
- 2002: Sergi López - Arde, amor, El cielo abierto, Sesso, bugie e altri deliri (Hombres felices) e Solo mia (Sólo mía)[2][3]
- 2003: Javier Bardem - I lunedì al sole (Los lunes al sol)[4]
- 2004: Luis Tosar - Ti do i miei occhi (Te doy mis ojos)[5]
- 2005: Javier Bardem - Mare dentro (Mar adentro)[6]
- 2006: Óscar Jaenada - Camarón[7]
- 2007: Juan Diego - Vete de mí
- 2008: Alberto San Juan - Bajo las estrellas
- 2009: Javier Cámara - Fuori menù (Fuera de carta)[8]

### Anni 2010
- 2010: Luis Tosar - Cella 211 (Celda 211)[9]
- 2011: Javier Bardem - Biutiful[10]
- 2012: José Coronado - No habrá paz para los malvados[11]
- 2013: Mario Casas - Unit 7 (Grupo 7)[12]
- 2014: Javier Cámara - La vita è facile ad occhi chiusi (Vivir es fácil con los ojos cerrados)
- 2015: Javier Gutiérrez - La isla mínima
- 2016: Mario Casas - Palmeras en la nieve
- 2017: Eduard Fernández - El hombre de las mil caras
- 2018: Javier Gutiérrez Álvarez - El autor
- 2019: Antonio de la Torre - El reino[13]

### Anni 2020
- 2020
  - Antonio Banderas - Dolor y gloria[14][15]
  - Mario Casas - Adiós
  - Karra Elejalde - Lettera a Franco (Mientras dure la guerra)
- 2021
  - Mario Casas - Non uccidere (No matarás)[16]
  - Javier Cámara - Sentimental
  - David Verdaguer - Uno para todos
- 2022
  - Javier Bardem - Il capo perfetto (El buen patrón)[17]
  - Luis Tosar - Una donna chiamata Maixabel (Maixabel)
  - Paco León - Mamá o papá
- 2023
  - Luis Zahera - As bestas
  - Miguel Herrán - Prigione 77 (Modelo 77)
  - Nacho Sánchez - Mantícora
- 2024
  - David Verdaguer - Saben aquell
  - Hovik Keuchkerian - Un amor
  - José Coronado - Cerrar los ojos